# 宋朝開國郡公列表
下表列出宋朝可考的開國郡公爵。關於宋朝的其他各类公爵，見宋朝公爵列表。

## 宗室

### 宣祖系
- 趙廷美
  - 安定郡開國公→樂平郡開國公趙德恭，追封申國公，後追封謚高密郡慈惠王[1]
    - 天水郡開國公趙承慶[2]，追封循國公
      - 趙克孝
        - 天水郡開國公趙叔䊸[3]

  - 趙德隆
    - 趙承訓
      - 天水郡開國公趙克勤，食邑六千五百戶，食實封二千一百戶[4]，追封儀國公

  - 長寧郡開國公→廣平郡開國公趙德彝，追封謚信都郡安簡王，後追改封潁川郡王[1]
  - 咸寧郡開國公趙德雍，追封謚廣陵郡康簡王[5]
    - 天水郡開國公趙承操，食邑二千二百戶，食實封一千戶[6]，追封安定侯

  - 趙德鈞
    - 趙承幹
      - 趙克敦
        - 天水郡開國公趙叔盎，食邑□，食實封七百戶[7]，追封高密郡公

    - 天水郡開國公趙承裔，食邑四千四百戶，食實封九百戶[6]，追封祁國公
    - 天水郡開國公趙承裕，食邑八千二百戶，食實封二千七百戶[8]，追封建安郡王

  - 趙德欽
    - 趙承遵
      - 趙克臧
        - 趙叔泰
          - 天水郡開國公趙生之[3]

  - 馮翊郡開國公趙德文，後進封東平郡王，追封謚申恭裕王[5]
    - 天水郡開國公趙承選，食邑七千一百戶，食實封二千六百戶[8]，追封博陵郡王

### 太祖系
- 趙德昭
  - 樂平郡開國公趙惟正，追封謚同安郡僖靖王[5]
  - 安定郡開國公趙惟吉，追封謚南陽郡康孝王[1]
    - 趙從節
      - 天水郡開國公趙世延，食邑二千七百戶，食實封四百戶[9]，追封彭城郡公

  - 趙惟忠
    - 趙從恪
      - 天水郡開國公趙世昌，食邑二千一百戶[10]，追封洋川侯
        - 天水郡開國公趙令襄，食邑四千八百戶，食實封九百戶[10]，追封濟陰郡公

    - 趙從藹
      - 趙世宣
        - 趙令愔
          - 趙子皋
            - 趙伯晫
              - 趙師崈
                - 信安郡開國公趙希錧[11]

      - 天水郡開國公趙世岳，食邑三千六百戶，食實封六百戶[4]，追封彭城侯

    - 趙從謹
      - 趙世崇
        - 天水郡開國公趙令蠙，食邑三千戶，食實封三百戶[2]，追封東平侯

      - 天水郡開國公趙世恬，食邑六千一百戶[12]，追封崇國公

    - 天水郡開國公趙從質，食邑三千戶，食實封二百戶[9]，追封博陵侯
      - 天水郡開國公趙世哲，食邑二千八百戶，食實封四百戶[10]，追封南康侯
        - 天水郡開國公趙令儇，食邑四千戶，食實封七百戶[10]，追封高密郡公

    - 趙從信
      - 趙世爽
        - 趙令懬
          - 趙子游
            - 趙伯㭉
              - 趙師璹
                - 趙希言
                  - 天水郡開國公趙與懽[13]

      - 天水郡開國公趙世職，食邑二千八百戶，食實封四百戶[10]，追封東陽侯
- 趙德芳
  - 趙惟憲
    - 趙從郁
      - 天水郡開國公趙世將，食邑三千二百戶，食實封五百戶[10]，追封新興侯
        - 趙令譮
          - 趙子偁
            - 天水郡開國公趙伯圭，食邑二千四百戶，食實封五百戶→食邑三千一百戶，食實封八百戶→食邑三千八百戶，食實封一千一百戶[14]，後進封嗣秀王，追封崇王
              - 天水郡開國公趙師垂[15]
              - 天水郡開國公趙師禹[15]，後進封嗣秀王，追封和王

      - 趙世芬
        - 天水郡開國公趙令稷[3]

    - 趙從式
      - 天水郡開國公趙世謨，食邑二千戶，食實封二百戶[10]，追封漢東侯

  - 趙惟能
    - 天水郡開國公趙從贄，食邑二千五百戶，食實封二百戶[9]，追封南陽侯

### 太宗系
- 趙元佐
  - 延安郡開國公趙允升，追封謚平陽郡懿恭王[5]
    - 天水郡開國公趙宗旦，食邑五千一百戶，食實封一千七百戶→食邑七千二百戶，食實封二千五百戶[8]，追封謚滕恭孝王
    - 天水郡開國公趙宗回，食邑三千七百戶，食實封七百戶[16]，追封漢東郡公
    - 天水郡開國公趙宗默，食邑二千二百戶，食實封一千四百戶[9]，追封安康侯
    - 趙宗惠
      - 趙仲企
        - 趙士慮
          - 趙不求
            - 趙善應
              - 天水郡開國公趙汝愚，食邑六千五百戶，食實封二千戶[5]，追封沂國公→福王→周王

    - 天水郡開國公趙宗辯，食邑三千戶，食實封五百戶[17]，追封東陽郡公
    - 趙宗厚
      - 天水郡開國公趙仲遄[3]

  - 趙允言
    - 趙宗說
      - 天水郡開國公趙仲軻，食邑三千八百戶，食實封七百戶[10]，追封汝南侯
      - 天水郡開國公趙仲全[3]

  - 趙允成
    - 天水郡開國公趙宗嚴，食邑三千戶，食實封六百戶[9]，追封彭城郡公
- 趙元份
  - 趙允寧
    - 趙宗敏
      - 天水郡開國公趙仲伋，食邑三千七百戶，食實封六百戶[10]，追封博陵郡公

  - 趙允讓
    - 天水郡開國公趙宗誼，食邑四千五百戶，食實封一千五百戶→食邑五千二百戶，食實封一千七百戶[8]，後進封濮國公，追封謚廣陵郡莊孝王
    - 天水郡開國公趙宗暉，食邑四千八百戶，食實封一千四百戶[8]，後進封濮國公→濮陽郡王→嗣濮王，追封謚懷榮穆王
    - 趙宗輔
      - 趙仲湜
        - 趙士街
          - 趙不陋
            - 天水郡開國公趙善湘[11]

        - 天水郡開國公趙士歆[14]，後進封嗣濮王
        - 天水郡開國公趙士峴[5][3]

    - 趙宗愈
      - 趙仲習
        - 天水郡開國公趙士𠞯[14]，追封咸安郡公

    - 趙宗治
      - 天水郡開國公趙仲忽，食邑三千九百戶，食實封五百戶[7]，追封謚岐簡獻王
- 趙元傑
  -     - 清源郡開國公趙宗望，食邑二千一百戶，食實封三百戶，追封高密郡公（繼孫）[9]
- 趙元偓
  - 趙允弼
    - 天水郡開國公趙宗藝，食邑二千七百戶，食實封二百戶[9]，追封彭城郡公
    - 天水郡開國公趙宗景，食邑六千三百戶，食實封一千八百戶→食邑八千戶，食實封二千四百戶[8]，追封謚循思王
- 趙元儼
  - 天水郡開國公趙允迪，食邑六千六百戶，食實封二千一百戶[16]，追封謚永嘉郡思恪王
    - 趙宗粹
      - 天水郡開國公趙仲輗，食邑三千五百戶，食實封二百戶→食邑四千二百戶，食實封四百戶[8]，追封榮國公

  - 天水郡開國公趙允初，食邑六千九百戶，食實封一千八百戶[8]，追封謚博平郡安恭王

### 仁宗系
- 鉅鹿郡開國公趙曙，後即皇帝位（繼子）[18]

### 英宗系
- 樂安郡開國公趙顥[10]，後進封祁國公→東陽郡王→昌王→岐王→雍王→揚王→徐王→冀王→楚王，追封謚燕榮王，後追進封吳王
  - 趙孝奕
    - 趙安信
      - 天水郡開國公趙居中，食邑二千八百戶，食實封八百戶→食邑三千三百戶，食實封一千戶→食邑三千八百戶，食實封一千二百戶[14]
- 大寧郡開國公趙頵[10]，後進封鄠國公→樂安郡王→高密郡王→嘉王→曹王→荊王，追封謚魏端獻王，後追進封益王

### 孝宗系
- 趙愭
  - 天水郡開國公趙思正[13]，後進封廬陵郡王（繼子）

## 非宗室

### 安定郡開國公
- 梁適，食邑二千五百戶，食實封六百戶→食邑三千五百戶，食實封一千戶[8]→食邑四千七百戶，食實封一千五百戶→食邑五千四百戶，食實封一千五百戶[19]
- 梁師成，食邑三千八百戶，食實封一千三百戶[5]
- 胡宿，食邑二千八百戶，食實封四百戶[19]
- 安守忠，食邑五千八百戶，食實封六百戶[20]

### 渤海郡開國公
- 吳充，食邑二千戶，食實封四百戶→食邑三千戶，食實封八百戶→食邑四千戶，食實封一千二百戶→食邑五千戶，食實封一千六百戶[8]
- 吳育，食邑二千八百戶，食實封八百戶[19]
- 高瓊，食邑二千三百戶，食實封一千戶→食邑四千三百戶，食實封一千二百戶→食邑五千七百戶，食實封一千八百戶[8]→食邑八千七百戶，食實封三千戶[9]
- 高繼勳，食邑五千一百戶，食實封八百戶→食邑五千八百戶，食實封一千一百戶[8]
- 高俅，食邑二千戶，食實封九百戶→食邑三千四百戶，食實封一千三百戶→食邑四千一百戶，食實封一千六百戶[8]

### 昌黎郡開國公
- 韓億，食邑三千三百戶，食實封八百戶[16]

### 長城郡開國公
- 錢若水，食邑三千三百戶，食實封八百戶[21]

### 長沙郡開國公
- 趙葵，食邑三千三百戶，食實封六百戶→食邑四千三百戶，食實封一千戶→食邑五千三百戶，食實封一千四百戶→食邑六千三百戶，食實封一千八百戶→食邑七千三百戶，食實封二千二百戶[22]

### 長樂郡開國公
- 張磻[23]

### 常樂郡開國公
- 董氊，食邑五千一百戶，食實封一千一百戶→食邑六千一百戶，食實封一千四百戶[24]→食邑七千一百戶，食實封一千七百戶→食邑八千一百戶，食實封一千七百戶[5]

### 常山郡開國公
- 賈昌朝，食邑二千戶，食實封二百戶→食邑三千戶，食實封六百戶→食邑四千戶，食實封一千戶[8]
- 宋祁，食邑二千三百戶，食實封六百戶[19]

### 丹陽郡開國公
- 王存，食邑三千戶，食實封四百戶[25]
- 張綱，食邑二千二百戶，食實封一百戶[26]
- 丁大全[27]

### 東平郡開國公
- 呂夷簡，食邑二千三百戶，食實封八百戶→食邑三千三百戶，食實封一千二百戶→食邑四千戶，食實封一千五百戶→食邑七千戶，食實封二千八百戶→食邑八千戶，食實封三千三百戶→食邑九千戶，食實封三千七百戶→食邑一萬戶，食實封四千一百戶→食邑一萬一千戶，食實封四千五百戶→食邑一萬三千七百戶，食實封五千七百戶→食邑一萬四千七百戶，食實封六千一百戶[8]
- 呂蒙正[8]
- 呂公著，食邑五千四百戶，食實封一千六百戶→食邑六千一百戶，食實封一千九百戶→食邑七千一百戶，食實封二千三百戶→食邑七千八百戶，食實封二千六百戶[8]
- 呂大防，食邑二千二百戶，食實封三百戶→食邑二千九百戶，食實封六百戶[8]
- 呂公弼，食邑五千戶，食實封一千戶[17]→食邑六千戶，食實封一千四百戶[4]

### 東陽郡開國公
- 葉衡[14]
- 王淮，食邑五千戶，食實封一千七百戶→食邑六千戶，食實封二千一百戶→食邑七千戶，食實封二千五百戶[14]
- 葛洪[28]
- 范鍾[29]

### 燉煌郡開國公
- 溪賒羅撒，食邑二千戶，食實封五百戶→食邑三千戶，食實封八百戶[5]

### 繁畤郡開國公
- 楊倓[30]

### 范陽郡開國公
- 盧多遜[8]

### 馮翊郡開國公
- 張璪，食邑三千六百戶，食實封九百戶[31]

### 奉化郡開國公
- 史彌遠，食邑三千一百戶，食實封一千戶[5]
- 史浩[14]
- 史嵩之[32]
- 樓鑰，食邑三千六百戶[33]
- 余天錫[34]

### 扶風郡開國公
- 馬知節，食邑六千六百戶，食實封二千二百戶[17]

### 高平郡開國公
- 范純仁，食邑一千六百戶，食實封五百戶→食邑三千戶，食實封一千一百戶→食邑三千七百戶，食實封一千四百戶→食邑四千四百戶，食實封一千七百戶[8]

### 廣陵郡開國公
- 韓縝，食邑三千三百戶，食實封八百戶→食邑四千戶，食實封一千一百戶→食邑四千七百戶，食實封一千四百戶[8]
- 吳琰[35]

### 廣平郡開國公
- 宋庠，食邑三千三百戶，食實封一百戶→食邑四千三百戶，食實封五百戶→食邑五千三百戶，食實封一千九百戶→食邑六千三百戶，食實封二千二百戶[8]→食邑七千八百戶，食實封二千九百戶[19]
- 曹璨，食邑四千三百戶，食實封六百戶→食邑四千八百戶，食實封八百戶→食邑六千戶，食實封一千三百戶→食邑六千七百戶，食實封一千六百戶[8]
- 程戡，食邑五千二百戶，食實封一千六百戶[16]
- 程琳，食邑七千四百戶，食實封二千一百戶[19]

### 漢東郡開國公
- 孟珙[36]

### 濠梁郡開國公
- 董槐[13]

### 河東郡開國公
- 薛居正[8]

### 河間郡開國公
- 向傳範，食邑三千五百戶，食實封六百戶[16]

### 河南郡開國公
- 富弼，食邑二千八百戶，食實封八百戶→食邑三千八百戶，食實封一千二百戶→食邑四千八百戶，食實封一千六百戶[8]
- 燕達，食邑二千二百戶[8]
- 万俟卨[37]

### 河內郡開國公
- 向敏中[8]
- 向宗良[38]
- 司馬光，食邑三千四百戶，食實封一千二百戶→食邑四千一百戶，食實封一千五百戶[8]
- 賈逵，食邑四千九百戶，食實封一千戶[8]

### 合沙郡開國公
- 常挺[39]

### 和義郡開國公
- 楊倓[14]

### 宏農郡開國公
- 楊崇勳，食邑五千戶，食實封八百戶→食邑五千七百戶，食實封一千戶[8]

### 汲郡開國公
- 呂大防，食邑二千九百戶，食實封六百戶→食邑三千九百戶，食實封一千戶→食邑四千六百戶，食實封一千三百戶→食邑五千三百戶，食實封一千六百戶→食邑六千三百戶，食實封二千八百戶[8]

### 濟南郡開國公
- 苗授，食邑二千八百戶，食實封三百戶→食邑三千三百戶，食實封五百戶[8]

### 濟陽郡開國公
- 丁謂，食邑三千五百戶，食實封一千二百戶[40]
- 丁度，食邑三千六百戶，食實封六百戶[41]

### 濟陰郡開國公
- 丁璉，食邑一萬戶[5]

### 建康郡開國公
- 唐恪[42]

### 金華郡開國公
- 馬光祖，食邑二千六百戶，食實封五百戶→食邑三千戶，食實封六百戶[22]

### 金陵郡開國公
- 吳潛食邑五千八百戶，食實封一千六百戶[43]
- 吳淵[44]

### 金鄉郡開國公
- 曹佾[45]

### 晉寧郡開國公
- 徐清叟[23]

### 縉雲郡開國公
- 何澹，食邑七千六百戶，食實封二千五百戶[46]
- 梁汝嘉，食邑二千四百戶，食實封一百戶[14]

### 京兆郡開國公
- 章得象，食邑二千五百戶，食實封四百戶→食邑三千五百戶，食實封八百戶→食邑五千五百戶，食實封一千六百戶→食邑六千五百戶，食實封二千戶→食邑七千五百戶，食實封二千四百戶→食邑八千五百戶，食實封二千八百戶→食邑九千五百戶，食實封三千二百戶[8]
- 杜衍，食邑二千八百戶，食實封八百戶→食邑三千八百戶，食實封一千二百戶[8]
- 黎桓，食邑四千戶，食實封五百戶[5]
- 田況，食邑三千五百戶，食實封八百戶[17]
- 康執權，食邑二千三百戶，食實封一百戶[47]

### 九江郡開國公
- 夏竦，食邑八千四百戶，食實封二千六百戶[48]

### 鉅鹿郡開國公
- 魏仁浦，食邑二千戶，食實封四百戶[8]

### 會稽郡開國公
- 夏守恩，食邑三千四百戶，食實封四百戶→食邑四千一百戶，食實封七百戶[8]
- 夏守贇，食邑三千九百戶，食實封八百戶→食邑四千六百戶，食實封一千戶→食邑五千三百戶，食實封一千三百戶→食邑八千一百戶，食實封二千二百戶→食邑八千八百戶，食實封二千五百戶→食邑九千五百戶，食實封二千八百戶[8]
- 黃履，食邑三千六百戶，食實封五百戶[31]→食邑四千一百戶，食實封七百戶[49]

### 琅琊郡開國公
- 王隨，食邑三千四百戶，食實封六百戶→食邑四千四百戶，食實封一千戶→食邑五千四百戶，食實封一千四百戶[8]
- 王超，食邑二千七百戶，食實封八百戶→食邑四千二百戶，食實封一千四百戶→食邑五千二百戶，食實封一千六百戶→食邑八千二百戶，食實封二千八百戶[8]
- 王漢忠，食邑二千五百戶，食實封三百戶[8]
- 王隱，食邑二千八百戶→食邑三千三百戶，食實封一千戶[8]
- 王能，食邑二千七百戶，食實封四百戶[8]
- 王守斌，食邑四千一百戶，食實封七百戶→食邑四千八百戶，食實封一千戶→食邑六千五百戶，食實封一千六百戶→食邑七千二百戶，食實封一千八百戶[8]
- 葛霸，食邑二千五百戶，食實封三百戶→食邑四千戶，食實封九百戶[8]
- 夏守贇，食邑三千四百戶，食實封四百戶[8]

### 樂安郡開國公
- 歐陽修，食邑二千三百戶，食實封六百戶→食邑二千八百戶，食實封八百戶→食邑三千三百戶，食實封八百戶→食邑三千八百戶，食實封一千戶→食邑四千三百戶，食實封一千二百戶[19]

### 臨海郡開國公
- 吳芾，食邑二千四百戶[50]
- 謝奕昌[13]
- 葉夢鼎[32]
- 賈似道[27]

### 臨淮郡開國公
- 曹彬[5]

### 臨淄郡開國公
- 晏殊，食邑九千五百戶，食實封二千七百戶→食邑一萬五百戶，食實封三千一百戶[8]

### 隴西郡開國公
- 李煜[51]
- 李昉[8]
- 李迪，食邑二千五百戶，食實封七百戶→食邑三千五百戶，食實封一千一百戶[8]→食邑八千一百戶，食實封二千四百戶[16]
- 李邦彥，食邑二千八百戶，食實封六百戶→食邑三千五百戶，食實封九百戶[8]
- 李沆，食邑三千八百戶，食實封一千二百戶[21]
- 李繼隆，食邑五千戶，食實封一千二百戶[8]→食邑一萬四百戶，食實封三千二百戶[21]
- 李昭亮，食邑九千五百戶，食實封一千三百戶[8]→食邑一萬一千五百戶，食實封三千四百戶→食邑一萬二千二百戶，食實封三千八百戶[19]
- 李昭，食邑二千五百戶，食實封六百戶[52]
- 李端懿，食邑四千四百戶，食實封九百戶[19]
- 李顯忠，食邑四千一百戶，食實封一千二百戶[53]→食邑五千六百戶，食實封一千八百戶→食邑六千一百戶，食實封二千戶[14]
- 李肅之，食邑三千戶[54]
- 李綱，食邑三千九百戶，食實封一千四百戶[55]
- 王德，食邑四千一百戶，食實封一千二百戶[47]

### 廬陵郡開國公
- 曾公亮，食邑三千一百戶，食實封六百戶→食邑四千一百戶，食實封一千戶→食邑五千一百戶，食實封一千四百戶→食邑六千一百戶，食實封一千八百戶→食邑七千一百戶，食實封二千二百戶[8]

### 魯郡開國公
- 唐介，食邑二千三百戶，食實封四百戶[4]
- 趙雄，食邑五千四百戶，食實封一千八百戶→食邑六千四百戶，食實封二千二百戶[14]

### 南安郡開國公
- 晁迥，食邑四千三百戶，食實封六百戶[56]

### 南昌郡開國公
- 梅詢，食邑二千三百戶，食實封六百戶[17]

### 南充郡開國公
- 游似[29]

### 南海郡開國公
- 吳與之[57]

### 南康郡開國公
- 江萬里[58]

### 南陽郡開國公
- 韓絳，食邑二千八百戶，食實封六百戶→食邑三千三百戶，食實封八百戶→食邑四千三百戶，食實封一千二百戶→食邑四千八百戶，食實封一千二百戶→食邑五千八百戶，食實封一千六百戶→食邑六千八百戶，食實封二千戶→食邑七千八百戶，食實封二千四百戶[8]
- 韓琦，食邑六千七百戶，食實封二千二百戶→食邑七千七百戶，食實封二千六百戶[8]
- 韓億，食邑三千三百戶，食實封八百戶[16]
- 蔡齊，食邑二千戶，食實封四百戶[16]
- 蔡京，食邑二千三百戶，食實封二百戶[10]→食邑四千一百戶，食實封九百戶→食邑四千八百戶，食實封一千二百戶[8]
- 蔡卞，食邑三千三百戶，食實封八百戶[5]
- 何執中，食邑四千四百戶，食實封一千三百戶→食邑五千一百戶，食實封一千六百戶→食邑七千四百戶，食實封二千二百戶[8]
- 楊遂，食邑四千一百戶，食實封九百戶[8]
- 張顯忠，食邑三千八百戶[59]
- 葉顒，食邑三千一百戶，食實封一千戶[60]
- 岳超[61]

### 寧塞郡開國公
- 阿里骨，食邑二千戶，食實封五百戶[5]
  - 瞎征[5]

### 沛郡開國公
- 朱憲，食邑二千五百戶[62]

### 彭城郡開國公
- 劉鋹[63]
- 劉沆，食邑二千七百戶，食實封六百戶→食邑四千八百戶，食實封一千四百戶→食邑五千八百戶，食實封一千八百戶[8]
- 劉正夫，食邑四千七百戶，食實封一千三百戶→食邑五千四百戶，食實封一千六百戶[8]
- 劉謙，食邑二千三百戶，食實封八百戶→食邑二千八百戶，食實封一千戶[8]
- 劉昌祚，食邑二千六百戶，食實封三百戶[8]
- 劉法，食邑二千二百戶，食實封六百戶[8]
- 劉繼元[8]
- 劉敞，食邑二千一百戶，食實封三百戶[19]
- 劉摯，食邑二千戶，食實封五百戶[64]
- 劉光世，食邑三千三百戶，食實封一千三百戶→食邑三千八百戶，食實封一千六百戶→食邑四千三百戶，食實封一千八百戶→食邑四千八百戶，食實封二千一百戶→食邑五千三百戶，食實封二千四百戶[65]
- 錢象先，食邑三千一百戶，食實封四百戶[16]
- 錢惟演[66]

### 毗陵郡開國公
- 薛極[34]

### 平昌郡開國公
- 孟元喆，食邑三千五百戶，食實封一千戶[8]

### 平陽郡開國公
- 文彥博，食邑二千戶，食實封四百戶→食邑三千戶，食實封八百戶→食邑四千戶，食實封一千二百戶→食邑五千戶，食實封一千六百戶→食邑六千四百戶，食實封二千戶→食邑七千四百戶，食實封二千四百戶→食邑八千四百戶，食實封二千八百戶→食邑九千四百戶，食實封三千二百戶[8]

### 平原郡開國公
- 李璋，食邑二千一百戶[8]→食邑四千三百戶，食實封一千戶[17]
- 盧政，食邑四千戶，食實封三百戶[8]

### 鄱陽郡開國公
- 汪澈，食邑二千三百戶，食實封五百戶[14]
- 張燾，食邑三千五百戶，食實封三百戶[14]
- 洪适，食邑五千二百戶，食實封二千四百戶[14]
- 馬廷鸞[67]

### 濮陽郡開國公
- 吳□□，食邑六千九百戶，食實封二千一百戶[68]

### 蘄春郡開國公
- 韓彥直[69]

### 譙郡開國公
- 曹元忠，食邑一千五百戶→食邑二千戶，食實封二百戶[5]
- 曹延恭，食邑一千五百戶，食實封三百戶[70]→食邑一千五百戶，食實封五百戶[71]
- 曹延祿，食邑一千五百戶，食實封七百戶[72]
- 戴興，食邑二千八百戶，食實封六百戶[8]

### 清河郡開國公
- 張士遜，食邑三千三百戶，食實封一千戶→食邑四千三百戶，食實封一千四百戶→食邑五千五百戶，食實封一千九百戶→食邑六千五百戶，食實封二千三百戶→食邑八千二百戶，食實封三千一百戶→食邑九千二百戶，食實封三千五百戶→食邑一萬二百戶，食實封三千九百戶→食邑一萬九百戶，食實封四千二百戶→食邑一萬一千九百戶，食實封四千六百戶[8]
- 張齊賢[8]
- 張知白，食邑四千一百戶，食實封一千七百戶[8]
- 張旻，食邑二千二百戶，食實封四百戶[8]
- 張茂實，食邑六千五百戶，食實封一千六百戶[8]
- 張掞，食邑二千三百戶，食實封六百戶[73]
- 張商英[74]
- 崔彥進，食邑二千七百戶，食實封二百戶[8]
- 傅求，食邑三千八百戶，食實封八百戶[16]

### 清源郡開國公
- 蔡確，食邑四千五百戶，食實封一千九百戶→食邑五千二百戶，食實封二千二百戶→食邑五千九百戶，食實封二千五百戶[8]
- 留正，食邑四千五百戶，食實封一千二百戶→食邑七千五百戶，食實封二千四百戶[5]
- 陳自強，食邑三千八百戶，食實封一千四百戶→食邑六千三百戶，食實封二千四百戶[5]
- 王炎，食邑二千二百戶，食實封七百戶[14]
- 梁克家，食邑二千七百戶，食實封九百戶[14]

### 仁壽郡開國公
- 虞允文，食邑二千五百戶，食實封七百戶[53]→食邑六千五百戶，食實封二千三百戶[14]

### 汝南郡開國公
- 周起，食邑四千一百戶，食實封九百戶[17]

### 山陽郡開國公
- 狄棐，食邑二千一百戶，食實封四百戶[17]

### 善陽郡開國公
- 蔚昭敏，食邑三千戶，食實封二百戶→食邑四千四百戶，食實封六百戶→食邑五千七百戶，食實封九百戶→食邑六千四百戶，食實封一千二百戶[8]

### 上谷郡開國公
- 寇準，食邑一萬二百戶，食實封三千七百戶[8]

### 上饒郡開國公
- 陳康伯，食邑二千九百戶，食實封一千一百戶→食邑二千九百戶，食實封一千五百戶[75]→食邑五千九百戶，食實封二千三百戶→食邑六千九百戶，食實封二千七百戶[76]

### 始平郡開國公
- 馮拯[8]
- 馮文顯，食邑二千戶[2]
- 馮守信，食邑二千一百戶，食實封二百戶[17]
- 龐籍，食邑四千三百戶，食實封一千二百戶→食邑五千三百戶，食實封一千六百戶[8]

### 始興郡開國公
- 余靖，食邑二千六百戶，食實封二百戶[19]

### 壽沙郡開國公
- 皮龍榮[23]

### 蜀郡開國公
- 范鎮，食邑二千六百戶，食實封五百戶[77]
- 費士寅，食邑二千六百戶，食實封八百戶[35]

### 太原郡開國公
- 王珪，食邑三千五百戶，食實封八百戶→食邑四千五百戶，食實封一千二百戶→食邑五千五百戶，食實封一千六百戶→食邑六千九百戶，食實封二千二百戶→食邑七千六百戶，食實封二千五百戶[8]
- 王旦，食邑三千七百戶[78]
- 王欽若，食邑一萬五千四百戶，食實封六千五百戶[8]
- 王曾，食邑三千戶，食實封一千一百戶→食邑四千戶，食實封一千五百戶→食邑六千戶，食實封二千三百戶→食邑九千八百戶，食實封四千戶→食邑一萬一千八百戶，食實封四千四百戶[8]
- 王安石，食邑二千一百戶，食實封四百戶→食邑三千一百戶，食實封八百戶→食邑四千一百戶，食實封一千二百戶→食邑四千六百戶，食實封一千二百戶→食邑五千六百戶，食實封一千六百戶→食邑六千六百戶，食實封二千戶→食邑七千六百戶，食實封二千四百戶[8]
- 王溥，食邑一千五百戶，食實封二百戶[8]
- 王守斌，食邑四千一百戶，食實封七百戶[77]
- 王素，食邑三千八百戶，食實封一千二百戶[16]
- 王贄，食邑二千九百戶，食實封五百戶[16]
- 王堯臣，食邑二千三百戶，食實封四百戶[6]
- 王曙，食邑四千一百戶，食實封一千四百戶[59]
- 王拱辰[79]
- 畢士安，食邑二千戶，食實封四百戶[21]

### 天水郡開國公
- 趙普[8]
- 趙槩，食邑二千五百戶，食實封六百戶[19]→食邑四千戶，食實封一千戶[16]→食邑四千五百戶，食實封一千四百戶[9]
- 郝質，食邑三千一百戶，食實封七百戶[24]

### 潼川郡開國公
- 姚希得[39]

### 魏郡開國公
- 王黼，食邑四千戶，食實封一千一百戶→食邑五千戶，食實封一千五百戶→食邑五千七百戶，食實封一千八百戶→食邑六千七百戶，食實封二千一百戶[8]
- 王安禮，食邑三千戶，食實封五百戶[4]
- 元絳，食邑二千四百戶，食實封九百戶[10]→食邑二千八百戶，食實封一千戶[4]
- 洪邁，食邑二千五百戶，食實封二百戶[80]

### 文水郡開國公
- 郭逵[81]

### 吳興郡開國公
- 沈義倫[8]
- 姚雄[8]
- 姚古，食邑二千二百戶，食實封五百戶→食邑二千七百戶，食實封七百戶[8]
- 錢忱，食邑五千五百戶，食實封一千五百戶→食邑六千戶，食實封一千八百戶[5]
- 錢端禮[5]
- 錢象祖，食邑二千五百戶，食實封四百戶[35]
- 郭師禹[5]

### 武昌郡開國公
- 岳飛，食邑二千戶，食實封八百戶→食邑二千五百戶，食實封一千戶[82]→食邑六千一百戶，食實封二千六百戶[14]

### 武功郡開國公
- 蘇頌，食邑三千六百戶，食實封九百戶[8]
- 楊政[5]
- 成閔，食邑三千七百戶，食實封一千三百戶→食邑四千二百戶，食實封一千五百戶[14]
- 吳挺[5]
- 吳拱[14]
- 鄭藻，食邑五千五百戶，食實封一千一百戶→食邑六千戶，食實封一千三百戶[14]
- 劉懋，食邑三千三百戶，食實封一千戶→食邑三千八百戶，食實封一千二百戶→食邑四千三百戶，食實封一千四百戶→食邑四千八百戶，食實封一千六百戶→食邑五千三百戶，食實封一千八百戶[14]

### 武威郡開國公
- 隴拶，食邑二千戶，食實封五百戶[5]
- 安丙[5]
- 唃厮囉，食邑九千戶，食實封二千四百戶[16]
- 曹瑋，食邑六千五百戶，食實封一千六百戶[83]

### 西平郡開國公
- 石保吉，食邑一萬三千九百戶[40]
- 石保興，食邑三千四百戶，食實封二百戶[84]

### 咸安郡開國公
- 林季友，食邑二千戶，食實封一百戶[5]

### 新安郡開國公
- 程大昌，食邑二千一百戶，食實封一百戶[14]
- 程元鳳，食邑八千九百戶，食實封三千三百戶[85]
- 汪伯彥[86]

### 信安郡開國公
- 楊石[5]
- 周麟之（假）[5]
- 曾覿，食邑二千六百戶，食實封一千戶→食邑三千一百戶，食實封一千三百戶→食邑三千八百戶，食實封一千六百戶→食邑四千五百戶，食實封一千九百戶[14]

### 滎陽郡開國公
- 鄭居中，食邑四千七百戶，食實封四百戶→食邑五千四百戶，食實封七百戶[8]
- 鄭戩，食邑二千五百戶，食實封三百戶[52]
- 鄭守忠，食邑四千七百戶，食實封八百戶[87]
- 鄭雍，食邑二千一百戶，食實封五百戶[88]
- 周必大，食邑二千一百戶，食實封四百戶→食邑二千六百戶，食實封六百戶→食邑三千六百戶，食實封一千戶→食邑四千六百戶，食實封一千四百戶→食邑五千六百戶，食實封一千八百戶→食邑六千六百戶，食實封二千二百戶→食邑七千六百戶，食實封二千六百戶→食邑八千六百戶，食實封三千戶→食邑九千六百戶，食實封三千四百戶→食邑一萬六百戶，食實封三千八百戶[14]

### 雁門郡開國公
- 童貫，食邑二千三百戶，食實封五百戶→食邑二千八百戶，食實封七百戶→食邑四千戶，食實封一千一百戶→食邑四千五百戶，食實封一千三百戶→食邑五千戶，食實封一千六百戶[8]

### 陽武郡開國公
- 万俟卨[37]

### 鄴郡開國公
- 祖無擇，食邑二千三百戶，食實封四百戶[89]

### 宜春郡開國公
- 彭睿，食邑三千六百戶，食實封一千戶→食邑四千三百戶，食實封一千二百戶→食邑五千戶，食實封一千四百戶[8]
- 夏執中[5]

### 益川郡開國公
- 趙雄[90]

### 潁川郡開國公
- 陳堯佐，食邑四千戶，食實封一千六百戶→食邑五千戶，食實封二千戶→食邑六千戶，食實封二千四百戶[8]
- 陳執中，食邑二千八百戶，食實封六百戶→食邑三千八百戶，食實封一千戶→食邑四千八百戶，食實封一千四百戶→食邑五千八百戶，食實封一千八百戶→食邑六千五百戶，食實封二千一百戶→食邑七千五百戶，食實封二千五百戶[8]
- 陳升之，食邑二千八百戶，食實封一千戶→食邑三千八百戶，食實封一千四百戶→食邑四千八百戶，食實封一千四百戶[8]
- 陳堯諮，食邑四千五百戶，食實封一千八百戶[8]
- 陳堯叟，食邑二千三百戶，食實封八百戶[66]
- 傅潛，食邑四千三百戶，食實封一千二百戶→五千三百戶，食實封一千四百戶[8]
- 康保裔，食邑三千五百戶，食實封三百戶[8]
- 許懷德，食邑二千九百戶，食實封六百戶→食邑三千六百戶，食實封九百戶→食邑四千三百戶，食實封九百戶→食邑五千戶，食實封一千二百戶→食邑五千七百戶，食實封一千二百戶[8]

### 永嘉郡開國公
- 閭丘泳（假），食邑一千三百戶，食實封三百戶[5]
- 許及之，食邑三千九百戶，食實封一千二百戶[5]
- 吳蓋[5]

### 永寧郡開國公
- 李孝純[35]

### 豫章郡開國公
- 章惇，食邑三千七百戶，食實封一千八百戶→食邑四千四百戶，食實封二千一百戶→食邑六千四百戶，食實封二千九百戶→食邑七千一百戶，食實封三千二百戶[8]
- 京鏜，食邑六千一百戶，食實封二千戶→食邑七千一百戶，食實封二千四百戶[5]
- 蕭燧，食邑二千一百戶，食實封三百戶[14]

### 趙郡開國公
- 蘇頌，食邑四千七百戶，食實封一千三百戶[91]